# James South
Sir James South (říjen 1785 – 19. říjen 1867) byl anglický astronom.
Stál u zrodu Astronomické společnosti v Londýně. V letech 1829 – 1831 byl jejím prezidentem a zařídil, že tato společnost získala v roce 1830 od krále Williama IV. výsadní listinu a stala se Královskou astronomickou společností.
V letech 1821 – 1823 spolupracoval s Johnem Herschelem na přeměřování dvojhvězd, které zkatalogizoval William Herschel. Další rok objevil dalších 458 dvojhvězd. Za svou práci získal spolu s Johnem Herschelem v roce 1826 Zlatou medaili Královské astronomické společnosti. Téhož roku ještě získal Copleyho medaili udělenou Královskou společností v Londýně.
V roce 1831 byl pasován na rytíře Řádu Guelfů.
Jsou po něm pojmenovány krátery South na Měsíci a South na Marsu.